# Aviatyrannis
 Aviatyrannis  ist eine Gattung europäischer theropoder Dinosaurier (Theropoda), die zu den Tyrannosauroidea gestellt wird. Er lebte im Oberjura (Kimmeridgium) von Portugal. Bislang wurde nur die Typusart Aviatyrannis jurassica beschrieben. Es handelte sich um einen kleinen, bipeden Fleischfresser.
Aviatyrannis ist nur von Zähnen und Teilen des Beckens bekannt, die in der Alobaca-Formation gefunden wurden, deren Gesteine von der stillgelegten und heute überfluteten Kohlemine Guimarota angeschnitten werden. Seine fragmentarischen Reste zeigen dennoch eindeutig, dass Aviatyrannis zu den Tyrannosauroidea gehört. Gemeinsam mit Stokesosaurus aus der nordamerikanischen Morrison-Formation zählt die Gattung zu den ältesten bekannten Tyrannosauroiden, nur Guanlong aus China war noch etwas älter. Der bekannteste Vertreter dieser Gruppe ist sicherlich Tyrannosaurus rex, der sehr viel später, am Ausgang der Oberen Kreide lebte, und um ein Vielfaches größer war.
Das Darmbein (Ilium), ein Teilknochen des Beckens, war nur 90 Millimeter lang. Zusammen mit den wenigen anderen jurassischen Funden dieser Gruppe zeigt Aviatyrannis, dass die frühen Tyrannosaurier noch kleine Tiere waren und erst ihre kreidezeitlichen Verwandten eine riesige Körpergröße erreichten.
Wissenschaftlich beschrieben wurde Aviatyrannis jurassica 2003 von dem deutschen Paläontologen Oliver Rauhut. Der Name bedeutet „die jurassische Großmutter des Tyrannen“ in Anspielung auf die Verwandtschaft mit Tyrannosaurus.